# Station Thionville
Station Thionville (Frans: Gare de Thionville) is een spoorwegstation in de Franse stad Thionville. Het station is een belangrijk spoorwegknooppunt gelegen aan de lijnen 177 000 Thionville - Anzeling, 178 000 Thionville - Apach, 180 000 Metz-Ville - Zoufftgen en 204 000 Mohon - Thionville.

## Treindienst
| Serie              | Treinsoort            | Route | Bijzonderheden                                                                             |
| ------------------ | --------------------- | --- | ------------------------------------------------------------------------------------------ |
| TGV 9800           | TGV (SNCF)            | [ Luxemburg – Thionville – Metz-Ville – Strasbourg-Ville – Mulhouse-Ville – Belfort-Montbéliard TGV – Besançon Franche-Comté TGV – Dijon-Ville – Mâcon-Ville – ] / [ Brussel-Zuid – Lille-Europe – Arras – TGV Haute-Picardie – Aéroport Charles-de-Gaulle 2 TGV – [ Champagne-Ardenne TGV – Meuse TGV – Lorraine TGV – Strasbourg-Ville ] / [ Marne-la-Vallée - Chessy – [ Massy TGV – Le Mans – [ Laval – Rennes ] / [ Angers-Saint-Laud – Nantes ] ] / [ Creusot TGV – ] Lyon-Part-Dieu – [ Avignon TGV – Marseille Saint-Charles ] / [ Montpellier-Saint-Roch – Perpignan ] ] | Dagelijkse verbinding met Montpellier en Marseille. Perpignan - Brussel tweemaal per week. |
| TER 86400 RE 16    | TER (SNCF)            | Metz-Ville – Thionville – Perl – Trier Hbf | rijdt alleen in het weekend                                                                |
| RE 88500 TER 88500 | RegionalExpress (CFL) | Luxemburg – Thionville – Metz-Ville – Nancy-Ville |                                                                                            |
| RE 88700           | RegionalExpress (CFL) | Luxemburg – Thionville – Metz-Ville |                                                                                            |
| RE 88800           | RegionalExpress (CFL) | Luxemburg – Thionville |                                                                                            |